# Lara Gillespie
Pour les articles homonymes, voir Gillespie.
Lara Gillespie, née le 21 avril 2001 à Dublin, est une coureuse cycliste irlandaise. Elle pratique le cyclo-cross, le cyclisme sur piste et sur route.

## Biographie

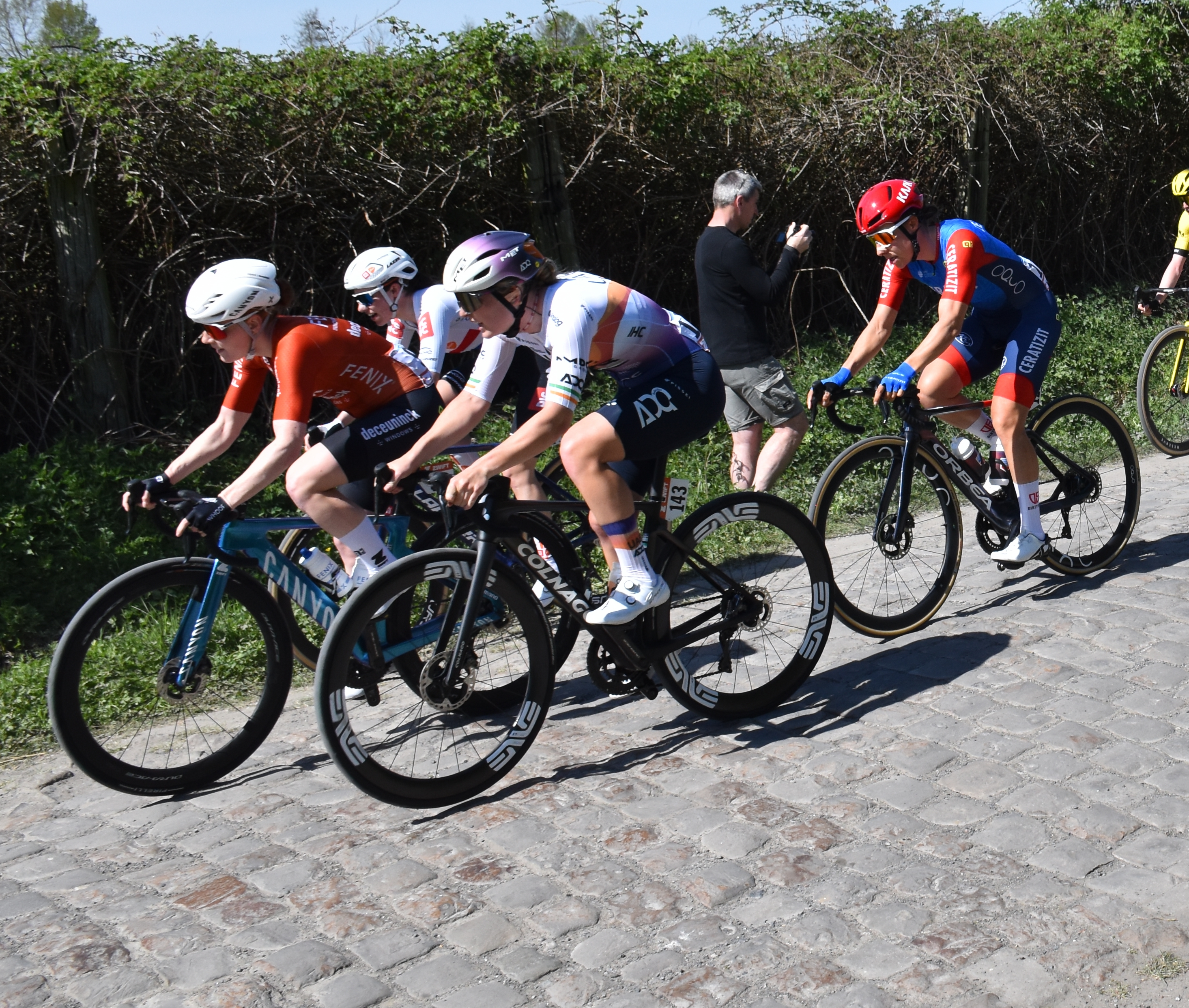
Lara Gillespie #143, 18e de Paris-Roubaix 2025.

En 2017, Lara Gillespie devient championne d'Irlande de cyclo-cross chez les cadettes (moins de 17 ans). La même année, elle remporte la médaille d'argent du contre-la-montre au Festival olympique de la jeunesse européenne à Győr, en Hongrie.
En 2018, à l'âge de 16 ans, elle décroche son premier titre de Championne d'Irlande de cyclo-cross chez les élites. Elle participe aux mondiaux de cyclo-cross espoirs (moins de 23 ans), où elle termine 28e. Lors des championnats d'Europe sur piste juniors en 2018, elle remporte le titre dans la course aux points et l'argent en poursuite. L'année suivante, toujours chez les juniors, elle est vice-championne d'Europe du scratch, de la course aux points, ainsi que de la poursuite et termine troisième de la poursuite aux mondiaux juniors. En 2020, elle est championne d'Irlande sur route.
En 2023, elle rejoint l'équipe sur route UAE Development et devient une nouvelle fois championne d'Irlande sur route. En 2024, elle gagne deux étapes et le général du Giro Mediterraneo Rosa, ainsi que l'Antwerp Port Epic Ladies. Elle est sélectionnée pour participer aux Jeux olympiques de Paris en cyclisme sur piste.

## Palmarès sur piste

### Jeux olympiques
- Paris 2024
  - 9e de la poursuite par équipes
  - 10e de l'omnium

### Championnats du monde
| Édition / Épreuve                   | Poursuite | Poursuite par équipes | Course aux points |
| Francfort-sur-l'Oder 2019 (juniors) | Bronze    |                       |                   |
| Berlin 2020                         |           | 8e                    |                   |
| Ballerup 2024                       |           |                       | Bronze            |

### Coupe des nations
- 2021
  - 1re de la poursuite par équipes à Saint-Pétersbourg (avec Kelly Murphy, Mia Griffin et Alice Sharpe)
  - 3e de l'omnium à Saint-Pétersbourg
- 2024
  - 2e de la poursuite par équipes à Hong Kong
  - 3e de l'omnium à Hong Kong

### Ligue des champions
- 2023
  - 1re de l'élimination à Londres (II)
  - 2e du scratch à Londres (II)
  - 3e de l'élimination à Paris
  - 3e de l'élimination à Londres (I)
- 2024
  - 1re de l'élimination à Londres (I)
  - 2e du scratch à Apeldoorn (II)
  - 3e de l'élimination à Apeldoorn (I)
  - 3e du scratch à Londres (II)
  - 3e de l'élimination à Londres (II)

### Championnats d'Europe
| Édition / Épreuve        | Poursuite | Poursuite par équipes | Course aux points | Américaine | Scratch | Omnium | Elimination |
| Aigle 2018 (juniors)     | Argent    |                       |                   | Or         |         |        |             |
| Gand 2019 (juniors)      | Argent    |                       | Argent            |            | Argent  |        |             |
| Apeldoorn 2021 (espoirs) | Argent    |                       |                   |            |         |        |             |
| Granges 2023             |           | 5e                    |                   | 12e        |         | 13e    |             |
| Anadia 2023 (espoirs)    |           | 9e                    | Or                |            |         | Or     |             |
| Heusden-Zolder           |           |                       |                   |            |         |        | Or          |

### Championnats d'Irlande
- 2017
  -  Championne d'Irlande du 500 mètres juniors
  -  Championne d'Irlande de vitesse juniors
  -  Championne d'Irlande de poursuite juniors
  -  Championne d'Irlande du scratch juniors
- 2019
  -  Championne d'Irlande de vitesse juniors
  -  Championne d'Irlande de poursuite juniors
  -  Championne d'Irlande du scratch juniors
- 2020
  -  Championne d'Irlande du scratch

## Palmarès en cyclo-cross
- 2016-2017
  -  Championne d'Irlande de cyclo-cross cadettes
- 2017-2018
  -  Championne d'Irlande de cyclo-cross
- 2018-2019
  -  Championne d'Irlande de cyclo-cross

## Palmarès sur route

### Par années
- 2017
  -  Médaillée d'argent du contre-la-montre au Festival olympique de la jeunesse européenne
- 2018
  -  Championne d'Irlande sur route juniors
- 2019
  - 2e du championnat d'Irlande sur route juniors
- 2020
  -  Championne d'Irlande sur route
- 2023
  -  Championne d'Irlande sur route
  - 2e du Poreč Trophy Ladies
  - 2e du Grand Prix Eco-Struct
- 2024
  - Giro Mediterraneo Rosa : 
    - Classement général
    - 2e et 3e étapes

  - Antwerp Port Epic Ladies
  - 2e de l'Omloop der Kempen Ladies
- 2025
  - 2e de l'Omloop van het Hageland
  - 3e du Samyn des Dames
  - 3e de la Nokere Koerse
  - 5e de la Classic Bruges-La Panne
  - 6e de Gand-Wevelgem

### Résultats sur les grands tours

#### Tour de France
1 participation
- 2025 : 82e

#### Tour d'Espagne
1 participation
- 2025 : 70e

### Classements mondiaux
| Année                                 | 2020 | 2021 | 2022 | 2023 | 2024 |
| ------------------------------------- | ---- | ---- | ---- | ---- | ---- |
| Classement UCI                        | 138e | nc   | nc   | 207e | 106e |
| UCI World Tour                        | nc   | nc   | nc   | nc   | 195e |
|                                       |      |      |      |      |      |
| Légende : nc = non classéSource : UCI |      |      |      |      |      |